# جی. تری ویلیامز
جی. تری ویلیامز (انگلیسی: J. Terry Williams؛ ۲۵ اوت ۱۹۳۰ – ۲۲ مارس ۲۰۱۵) تدوین‌گر اهل ایالات متحده آمریکا بود.

## فیلم‌شناسی
- ملیبو (۱۹۸۳)
- فرودگاه ۷۷ (۱۹۷۷)
- توطئه خانوادگی (۱۹۷۶)
- فرودگاه ۱۹۷۵ (۱۹۷۴)
- خانه پوشالی (۱۹۶۸)
- روس‌ها می‌آیند، روس‌ها می‌آیند (۱۹۶۶)
- برایم گلی نفرست (۱۹۶۴)
- کشتن مرغ مقلد (۱۹۶۲) (دستیار تدوین)